# 洛浦县 (古代)
洛浦县，古县名。唐置，治所在今中华人民共和国湖南省保靖县西北。属锦州。五代时废。 
武周天授二年（691年）分大乡县（今湖南省永顺县东南）设置洛浦县。以县西的洛浦山为名。归属溪州（治大乡县）。长安四年（704年）隶属于锦州，五代十国马楚灭亡后，湘西陷入蛮夷，洛浦县废除。 